# Бире
Бире (нем. Biere) — посёлок в Германии, в земле Саксония-Анхальт. 

## История
С 29 декабря 2007 расположен в Бёрделанд.

## География
Входит в состав района Шёнебек. Подчиняется управлению Зюдёстлихес Бёрделанд. Население 2368 чел. Занимает площадь 24,66 км².